# Basja
Basja, mietelnik (Bassia All.) – rodzaj roślin z rodziny szarłatowatych (Amaranthaceae), w systemach klasyfikacyjnych w XX wieku zaliczany zwykle do komosowatych (Chenopodiaceae). Obejmuje 22 gatunki. Są one szeroko rozprzestrzenione w Eurazji, w północnej i południowej Afryce, a jako rośliny introdukowane także w Ameryce Północnej, Południowej i Australii. W Polsce gatunkiem rodzimym jest mietelnik piaskowy B. laniflora, zadomowionym antropofitem jest mietelnik żakula B. scoparia. Kilka gatunków bywa uprawianych.
Rośliny wykorzystywane są do wyrobu mioteł (zwłaszcza mietelnik żakula) i uprawiane jako ozdobne, zwłaszcza forma mietelnika żakula przebarwiająca się jesienią na czerwono. Rośliny te były też wykorzystywane do fitoremediacji gleb zasolonych. Bassia indica wykorzystywana jest jako roślina lecznicza. Niektóre stały się uciążliwymi gatunkami inwazyjnymi.

## Systematyka
Pozycja systematyczna
Rodzaj z rodziny szarłatowatych (Amaranthaceae) w ujęciach włączających doń komosowate Chenopodiaceae lub z komosowatych w ujęciach zachowujących odrębność tej rodziny. Niezależnie od powyższego włączany jest do podrodziny Salsoloideae i plemienia Camphorosmeae. Rodzaj w przeszłości był różnie ujmowany. Diametralnie jego taksonomię zmieniły badania molekularne, z których wynikło, że tradycyjne ujęcie tego rodzaju jest polifiletyczne. Klad z większością gatunków z tego rodzaju obejmował także liczne gatunki z jeszcze bardziej polifiletycznego rodzaju mietelnik Kochia oraz drobne rodzaje Londesia, Kirilowia, Panderia i Chenolea. W efekcie wszystkie te taksony połączono w rodzaj Bassia. Część gatunków tradycyjnie zaliczanych do Bassia, które jednak okazały się być odleglej spokrewnione z tą grupą wyodrębnione zostały w inne rodzaje (Bassia hirsuta przeniesiona została do Spirobassia, B. dasyphylla razem z Kochia krylovii i K. melanoptera utworzyły rodzaj Grubovia, B. sedoides przeniesiona została do Sedobassia lub włączana jest do rodzaju Grubovia).
Wykaz gatunków
- Bassia aegyptiaca Turki, El Shayeb & F.Shehata
- Bassia aegyptiaca Turki, El Shayeb & F.Shehata
- Bassia alata (Bates) A.J.Scott
- Bassia angustifolia (Turcz.) Freitag & G.Kadereit
- Bassia arabica (Boiss.) Maire & Weiller
- Bassia dinteri (Botsch.) A.J.Scott
- Bassia eriophora (Schrad.) Asch.
- Bassia hyssopifolia (Pall.) Kuntze – basja hyzopolistna[5], mietelnik hyzopolistny[6]
- Bassia indica (Wight) A.J.Scott
- Bassia laniflora (S.G.Gmel.) A.J.Scott – mietelnik piaskowy[6]
- Bassia lasiantha Freitag & G.Kadereit
- Bassia monticola (Boiss.) Kuntze
- Bassia muricata (L.) Asch.
- Bassia odontoptera (Schrenk) Freitag & G.Kadereit
- Bassia pilosa (Fisch. & C.A.Mey.) Freitag & G.Kadereit
- Bassia prostrata (L.) Beck
- Bassia salsoloides (Fenzl) A.J.Scott
- Bassia scoparia (L.) A.J.Scott – mietelnik żakula[6]
- Bassia stellaris (Moq.) Bornm.
- Bassia tianschanica (Pavlov) Freitag & G.Kadereit
- Bassia tomentosa (Lowe) Maire & Weiller
- Bassia villosissima (Bong. & C.A.Mey.) Freitag & G.Kadereit